# Beliansky potok (přítok Bielého Váhu)
Beliansky potok je potok na Liptově, na území okresů Poprad a Liptovský Mikuláš, je to pravostranný přítok Bílého Váhu, má délku 16,5 km a je tokem IV. řádu.
Při osadě Tri studničky se větví na dvě ramena, přičemž hlavní koryto se dále rozvětvuje pod vrchem Hybica a vzniká vedlejší rameno zvané Východnianka. V Liptovské kotlině se několikrát větví a protéká bažinatých územím. Na dolním toku, pod vrchem Zámčisko se hlouběji vřezáva do svého podloží. Beliansky potok je typickým tatranským tokem s bystřinným charakterem.

## Pramen
Pramení ve Vysokých Tatrách na jižních svazích Kriváně v nadmořské výšce přibližně 2300 m n. m.

## Popis toku
Od pramene teče zprvu na jihojihozápadně přes Važeckou dolinu, v její dolní části se obloukem stáčí a západním směrem pokračuje k osadě Tri Studničky. Následně podtéká cestu II. třídy 537, stáčí se na jihozápad a zprava se od hlavního koryta odděluje vedlejší rameno zvané „Východnianka“. Po cca 2,5 km přibírá zprava rameno oddělené od toku Východnianky a dále teče směrem na jih, přičemž zleva přibírá tři přítoky. Následně protéká bažinatý územím, vícenásobně se větví a zprava přibírá významnější přítok obtékající ze západu masiv Hrubého Grúně. Nakonec se na dolním toku stáčí na jihozápad, podtéká dálnici D1 i silnici I/18 a východojihovýchodně od obce Východná se vlévá do Bílého Váhu.

## Geomorfologické celky
- Tatry, geomorfologický podsestava Východní Tatry, geomorfologická část Vysoké Tatry
- Podtatranská kotlina, geomorfologické podcelky:
  - Tatranské podhůří
  - Liptovská kotlina, geomorfologická část Hybianska pahorkatina

## Přítoky
- Pravostranné: krátký přítok z jihozápadního svahu Kriváně, přítok z jihovýchodního svahu Grúnika, přítok z jihovýchodního úpatí Pálenice, přítok z lokality Čierťaž, přítok (785.8 m n. m.) pramenící východně od kóty 879 m.
- Levostranné: přítok z jižního svahu Malého Kriváně, přítok z lokality Pavlová, přítok pramenící na jihozápadním svahu Surovce, přítok z lokality Krahulčie, krátký přítok pramenící jihozápadně od Čierné.

## Ústí
Do Bílého Váhu ústí východojihovýchodně od obce Východná v nadmořské výšce cca 750 m n. m.

## Obce
Beliansky potok protéká výlučně neosídleným územím. Postupně teče přes katastrální území:
- Štrbské Pleso
- Važec
- Východná